# Burj Khalifa

Größenvergleich des Burj Khalifa mit anderen hohen Gebäuden und Bauwerken

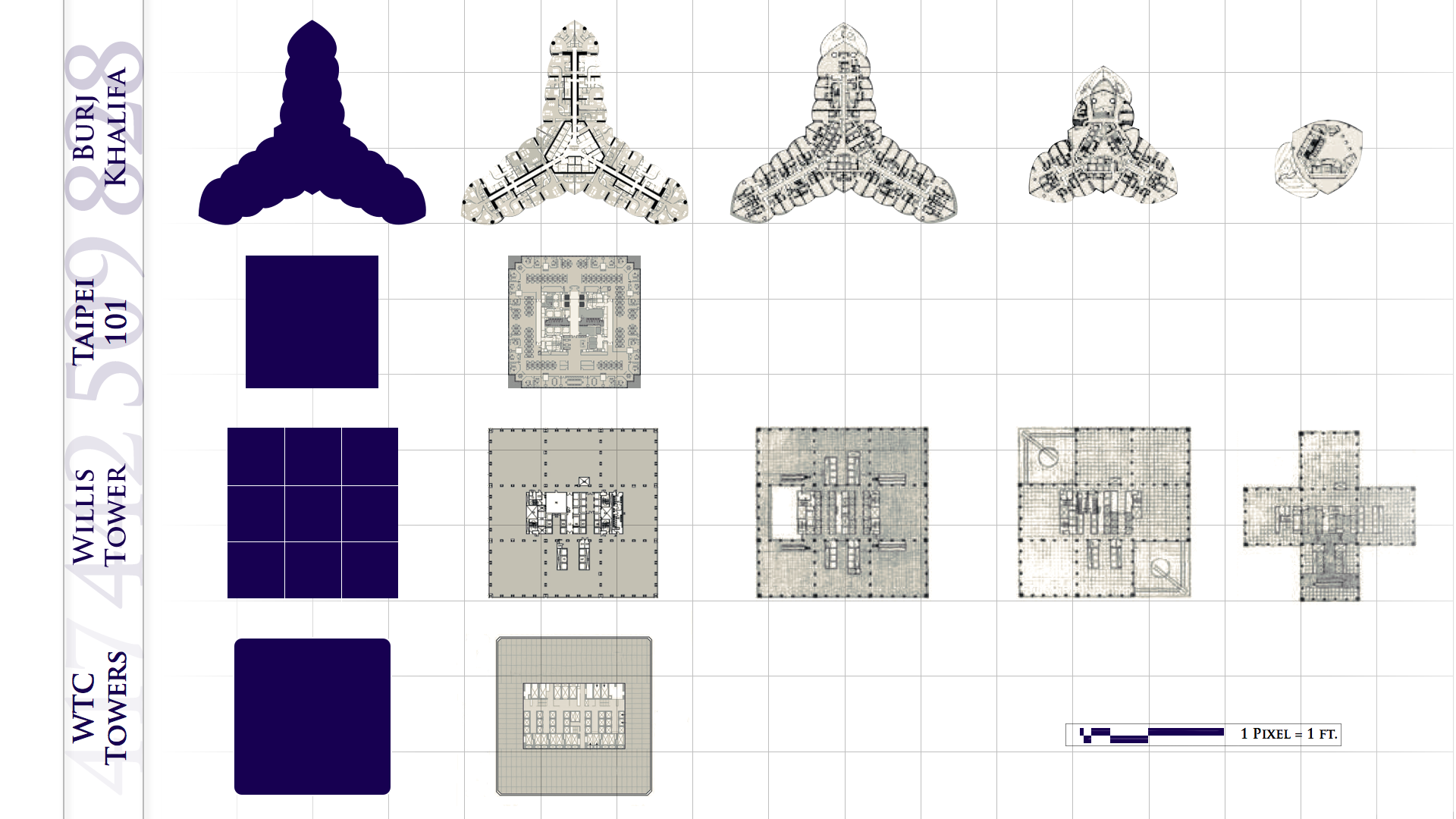
Querschnittsvergleich mit anderen Wolkenkratzern (World Trade Center, Sears Tower (Willis Tower) und Taipei 101)

Der Burj Khalifa (arabisch برج خليفة, DMG Burǧ Ḫalīfa ‚Chalifa-Turm‘, deutsche Transkription Burdsch Chalifa) ist ein Wolkenkratzer in Dubai (Vereinigte Arabische Emirate). Seit April 2008 ist er das höchste Bauwerk der Welt, besitzt weltweit die meisten Stockwerke und auch das höchstgelegene nutzbare Stockwerk.
Der Burj Khalifa wurde von der Projektgesellschaft Emaar Properties nach Plänen des Architekten Adrian Smith vom amerikanischen Architekturbüro Skidmore, Owings and Merrill gebaut. Die Bauarbeiten begannen im Jahr 2004, im Januar 2009 wurde die Endhöhe von 828 Metern erreicht. Das Gebäude wurde am 4. Januar 2010 eingeweiht. Bis zur Einweihung hieß das Gebäude Burj Dubai (arabisch برج دبي ‚Dubai-Turm‘), seither trägt es den Namen des ehemaligen Präsidenten der Vereinigten Arabischen Emirate Chalifa bin Zayid Al Nahyan.

## Lage
Der Burj Khalifa ist durch seine Größe zum Zentrum eines neuen Stadtentwicklungsgebietes mit dem Namen Downtown Dubai geworden. Hier wurde eine breite Mischung verschiedener Funktionen wie Handel, Wohnen, Büros, Hotels, Einkaufen, Unterhaltung und Freizeit zusammengeführt und 20 Milliarden US-Dollar investiert.

## Nutzung
In den unteren 38 der allgemein nutzbaren 163 Etagen ist das weltweit erste Armani-Hotel eingezogen. In den darüberliegenden Etagen liegen 43 Büros und einige Suiten.
Die 124./125. Etage ist als Aussichtsplattform in 456 Metern Höhe mit 360 Grad Aussicht „At the Top, Burj Khalifa“ ausgeführt. Der Besucherstrom wird über 2 Aufzüge in 60 Sekunden in die 124. Etage befördert. Seit Herbst 2014 steht den Besuchern eine weitere Aussichtsplattform „At the Top, Burj Khalifa SKY“ zur Verfügung. Ein Aufzug befördert die Besucher zunächst in die 124. Etage, ein weiterer Aufzug bringt die Besucher dann hinauf auf die 148. Etage zu einer etwas exklusiver gestalteten Aussichtsplattform mit Außenterrasse auf 555 Metern. Der Besucheransturm ist auf der 148. Etage wesentlich geringer als auf der 124./125. Etage. Beide Terrassen (124./125. und 148. Etage) sind so ausgerichtet, dass man einen guten Blick auf die Wasserspiele „Dubai Fountain“ hat, welche täglich ab 18:00 Uhr beginnen, die Aussicht in der 148. Etage bietet jedoch keinen 360-Grad-Rundumblick.
Im Januar 2011 wurde im 123. Stock das zum Armani-Hotel gehörende Restaurant @mosphere eröffnet, das nach der Zahl der darunterliegenden Stockwerke das höchstgelegene Restaurant der Welt ist.
Die höchste bewohnte Etage ist die 163. und liegt auf 584 Metern.
Fahrstühle führen bis in die 189. Etage auf 638 Metern.
Im Februar 2011 wurden zwei Goldautomaten im Burj Khalifa eingeweiht, an denen man, wie an einem Geldautomaten, Goldbarren von bis zu einer Unze abholen kann.
Aufgrund der nachlassenden Nachfrage in Dubai sind die Wohnungspreise im Burj Khalifa zehn Monate nach Eröffnung um 40 Prozent gefallen. Im Oktober 2010 standen 825 von 900 Wohnungen leer.

## Einordnung
Die Investoren hielten sowohl die Höhe des Turms als auch die Anzahl der Stockwerke bis zur Eröffnung am 4. Januar 2010 geheim. Am 17. Januar 2009 erreichte der Burj Khalifa seine Gebäudeendhöhe von 828 Metern. Mit der Gesamthöhe inklusive Geländer und Leuchtsignalanlage (nach Helge Sobik: Antenne) auf der Turmspitze von 829,8 Metern und mindestens 189 Geschossen (davon 163 nutzbar) ist der Burj Khalifa bis heute sowohl das höchste errichtete Gebäude als auch das höchste Bauwerk der Welt. Er ist das Gebäude mit der höchsten genutzten Etage, hat das höchste Dach und die höchste Aussichtsplattform. Er überragt den Taipei 101 (508 Meter) als bisher höchstes Gebäude (Höhe der Gebäudestruktur), den Willis Tower (ehem. Sears Tower) in Chicago (527 Meter) als bisher absolut höchstes Gebäude (Höhe bis Antennenspitze) und den CN Tower (553 Meter) in Toronto als bisher höchstes nicht abgespanntes Bauwerk. Damit gehen die genannten Rekorde des höchsten Bauwerks zum ersten Mal seit Errichtung des Empire State Building 1931 wieder an ein einziges Gebäude. Der Burj Khalifa ist zudem das welthöchste Gebäude, das auch zu Wohnzwecken genutzt wird.
Ein Konkurrent um den Titel des höchsten Gebäudes der Welt sollte zwölf Kilometer vom Burj Khalifa entfernt entstehen: Der Nakheel Tower (früher als Al Burj bezeichnet) war mit einer Höhe von mindestens 1000 Metern geplant worden. Auf dem Höhepunkt der Immobilienblase sollte der von Nakheel Properties in Auftrag gegebene Turm sogar doppelt so hoch werden wie Burj Khalifa der konkurrierenden Baufirma Emaar Properties. Aufgrund der weltweiten Finanzkrise wurden die vorbereitenden Arbeiten am Nakheel Tower im März 2009 eingestellt.
Die Gebäudespitze lässt sich bei klarer Sicht von weitem erkennen, mit der Gebäudehöhe errechnet sich eine geodätische Sichtweite von etwas über 100 km.

## Technische Daten
Der Burj Khalifa hat eine Geschossfläche von 526.760 Quadratmetern; die Nutzfläche beträgt ca. 517.000 Quadratmeter. Für den Bau waren insgesamt 330.000 Kubikmeter Beton sowie Stahl und andere Materialien nötig. Einige tausend Tonnen Stahl in den oberen Geschossen sind Recycling-Stahl aus dem abgerissenen Palast der Republik in Berlin. Wegen der großen Höhe beträgt die Auslenkung des Turms in den höchsten Stockwerken bei Wind rund 1,5 Meter – gleichwohl kommt das Gebäude ohne Schwingungstilger aus.
Rund 200 große und 650 kleine Betonpfähle wurden für den Bau des Burj Khalifa in den Boden getrieben, die bis in eine Tiefe von etwa 70 Metern unter dem Meeresspiegel reichen. Diese sorgen dafür, dass nur ein geringer Teil der sonst viel zu starken Druckkräfte des Turmes über die Fundamentsohle abgeleitet wird, während der Hauptanteil über die Mantelflächen der Betonpfähle durch physikalische Reibung aufgenommen wird.
Die 60 Liftschächte wirken wie Kamine in umgekehrter Richtung, also von oben nach unten (Hot Climate Stack Effect). Um den Überdruck von den Lifttüren fernzuhalten, muss die Luft abgesaugt werden.
Der Turm wurde in insgesamt 22.000.000 Arbeitsstunden errichtet. In Spitzenzeiten haben 12.000 Arbeiter am Bau mitgearbeitet.
Offiziell gibt es 163 nutzbare Etagen, wovon 49 Etagen für Büros und 4 Etagen für den Fitness- und Wellnessbereich genutzt werden. Die Stockwerke 158 bis 162 stehen Mohammed Ali Alabbar, dem Konzernchef von Emaar Properties, als persönliche Büroräumlichkeiten und Moschee zur Verfügung. Die restlichen Etagen beherbergen 1044 Apartmentwohnungen, wovon 144 Residenzen im Armani Residences Dubai sind. Die obersten 8 Etagen bis zur Gebäudespitze mit einem Durchmesser von 1,20 Meter können nur über eine schmale Stiege erreicht werden. In ihnen befinden sich Schaltkästen und die Wartungselektronik der Antenne, mit der der Turm auf eine Gesamthöhe von 829,8 Meter kommt.
Der Burj Khalifa wird von 57 Aufzügen und 8 Fahrtreppen erschlossen. Die Förderhöhe der Hauptaufzüge des Gebäudes beträgt 504 Meter – mehr als in jedem anderen Hochhaus der Welt. Zwei Doppeldeckaufzüge führen exklusiv zu einer Aussichtsplattform in der 124. Etage in 452 Metern Höhe. Gemeinsam mit den Doppeldeckaufzügen im Shanghai World Financial Center gehören sie mit einer Geschwindigkeit von 10 Meter pro Sekunde (36 km/h) zu den schnellsten Doppeldeckaufzügen der Welt. Die welthöchste Aufzugshaltestelle mit 638 Metern Höhe liegt im Burj Khalifa.
Seit Herbst 2014 sind zwei weitere Aussichtsplattformen zugänglich, eine Plattform ohne Außenterrasse in der 125. Etage und eine Plattform mit Außenterrasse in der 148. Etage auf 555,70 Metern. Diese ist damit die weltweit höchste öffentlich zugängliche Aussichtsplattform. Insgesamt 2.909 Stufen führen vom Erdboden bis zur 160. Etage.
Das Parkhaus in den zwei Etagen unter dem Gebäude (B1 und B2) umfasst 3000 PKW-Parkplätze. Mit der Dubai Fountain entstand in Downtown Dubai vor dem Burj Khalifa das größte Wasserspiel der Welt. Im Lake Dubai kann über eine Länge von 250 Meter ein Wasserspiel bis zu 1000 verschiedene Wasserimpressionen mit Höhen zwischen 21 und 150 Metern erzeugen.

## Architektur
Wie bei den meisten der höchsten Gebäude ihrer Zeit wurde auch beim Burj Khalifa ein spezielles statisches Konzept umgesetzt. Auf einem Y-förmigen Grundriss stehen drei Gebäudesäulen, die sich gegenseitig abstützen, indem sie in einer zentralen sechseckigen Achse zusammengeführt werden. Die Achse in der Turmmitte ist sehr stabil gegen Verwindung. Der Chefingenieur und Erfinder William F. Baker nennt das buttressed core (‚abgestützter Kern‘).
Zum Zeitpunkt des Baubeginns war noch nicht klar, wie hoch der Turm werden könnte. Zunächst sollte er nur etwas höher sein als das bisher höchste Gebäude der Erde, der Taipei 101 mit 508 Metern Höhe. Nachdem das Fundament gegossen war, stellte sich heraus, dass eine wesentlich höhere Bauweise möglich ist. Auch noch während der fortgeschrittenen Errichtung des Stahlbetonkerns wurde die Höhe dieses Kerns von ursprünglich geplanten 507 bis zuletzt 601 Meter mehrmals nach oben korrigiert.

### Bauarbeiten

Bauphasen
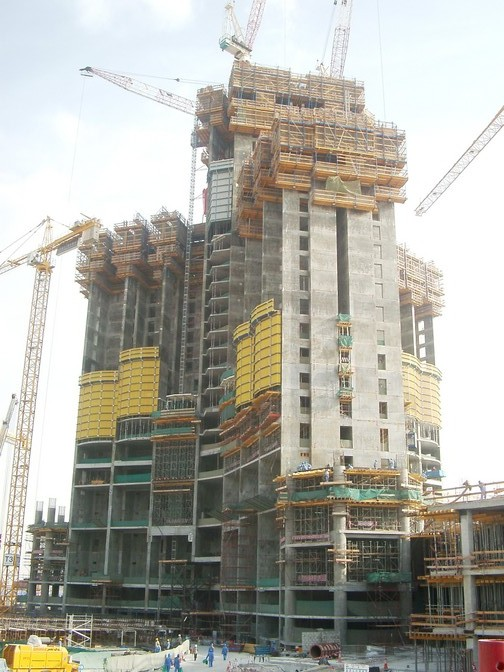
Baustelle im Januar 2006
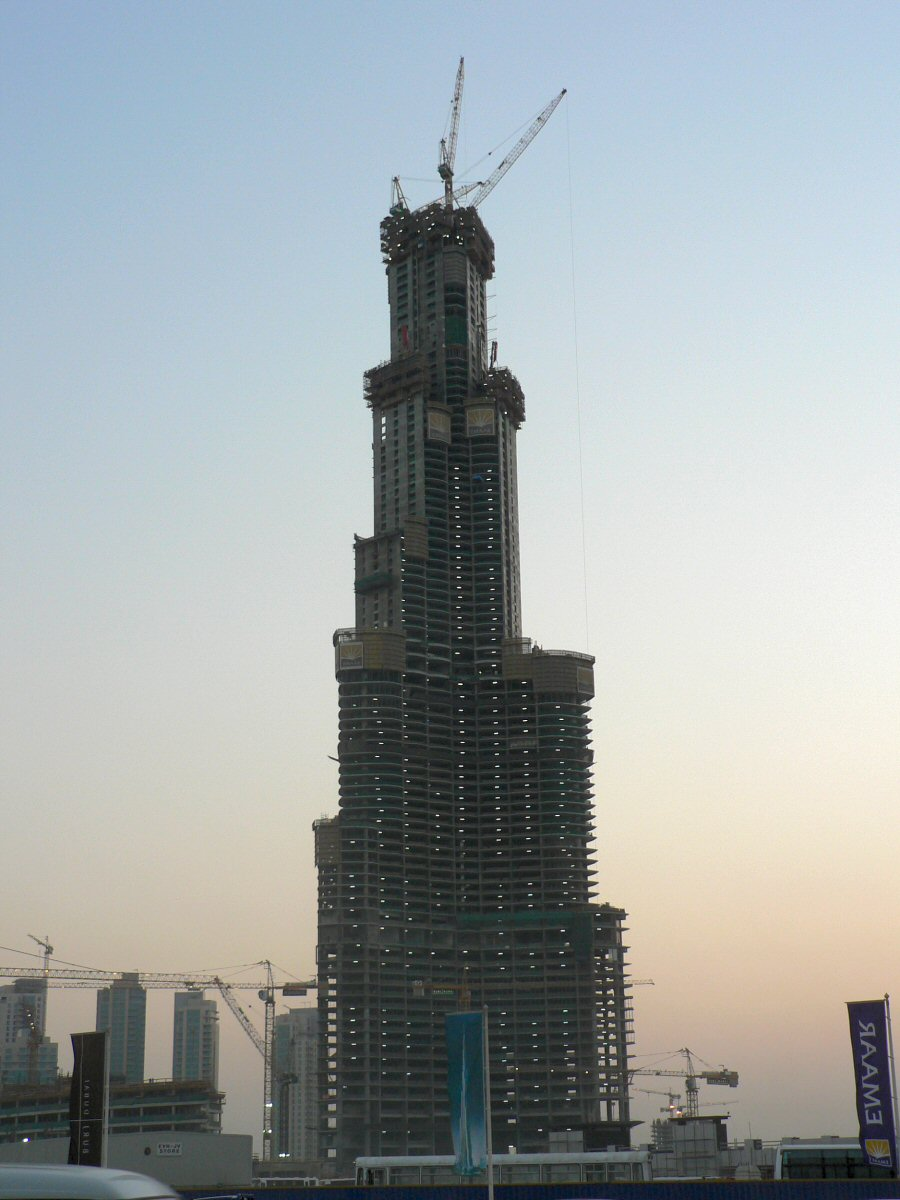
Der Turm am 11. November 2006 (84 Stockwerke)
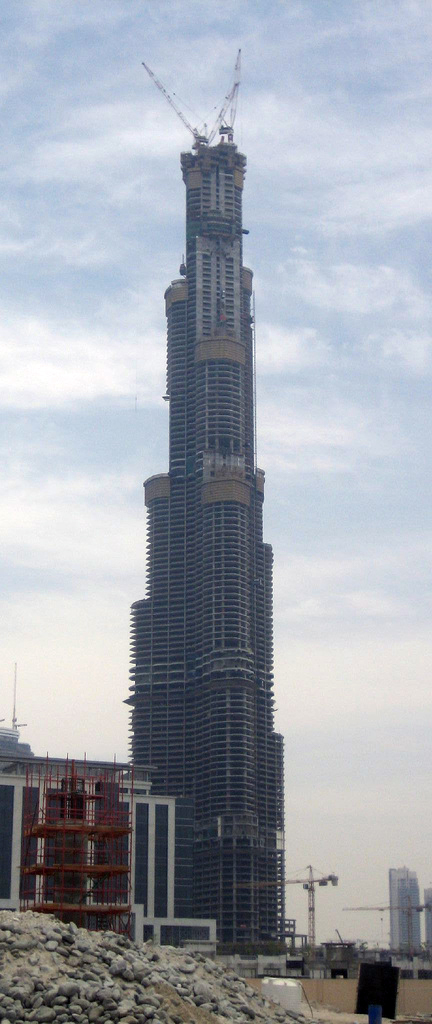
Burj Khalifa am 8. Mai 2007
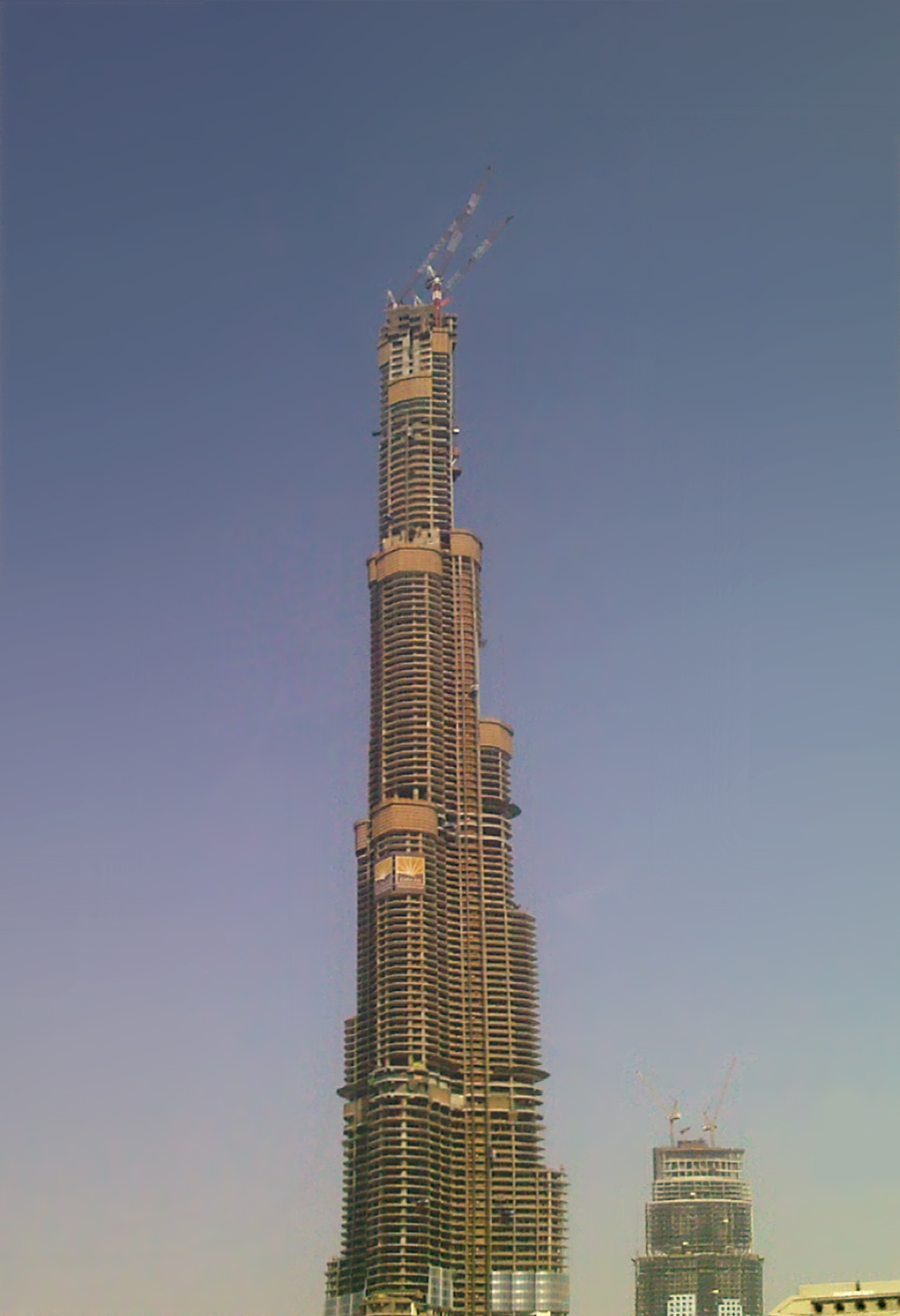
Bauarbeiten am 15. Juli 2007
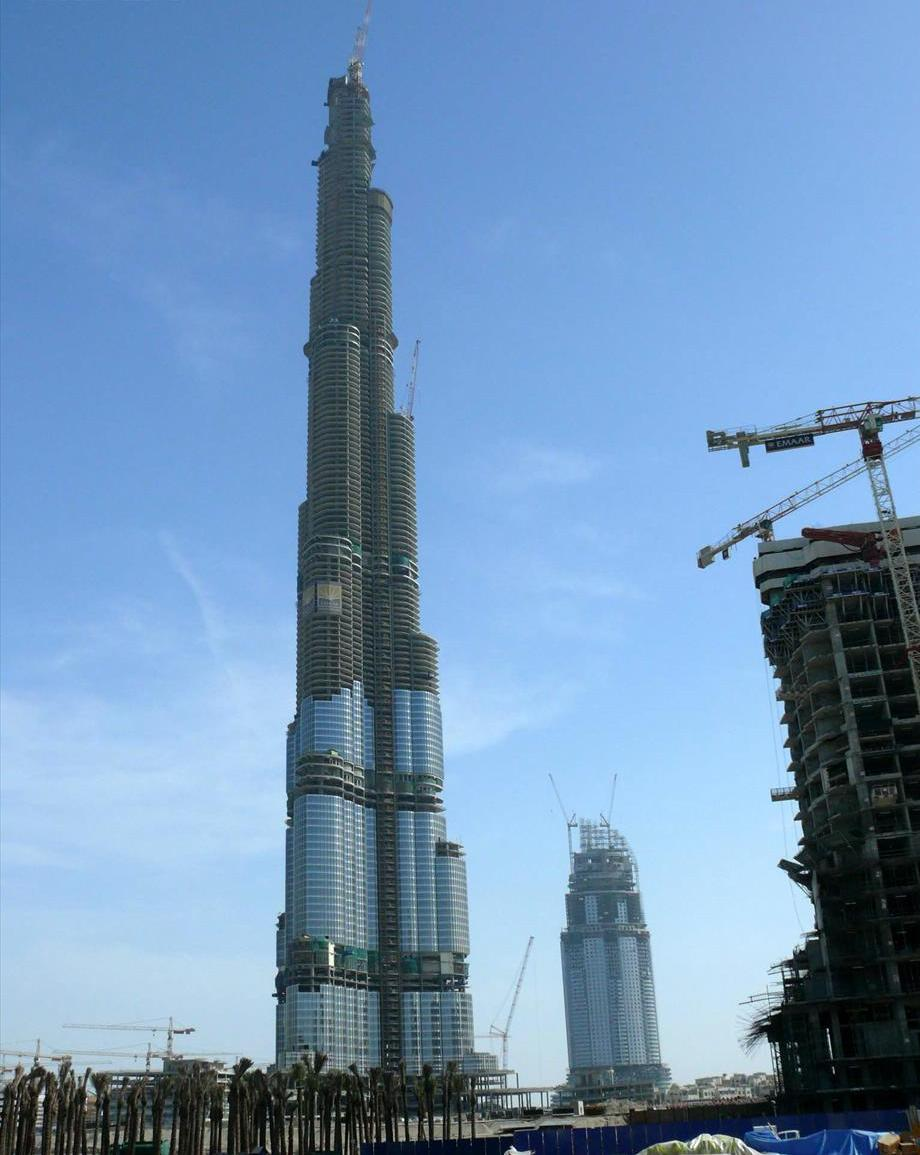
Bauarbeiten, Dezember 2007
Blick von unten auf die Baustelle am 25. Januar 2008
Burj Khalifa am 1. März 2008
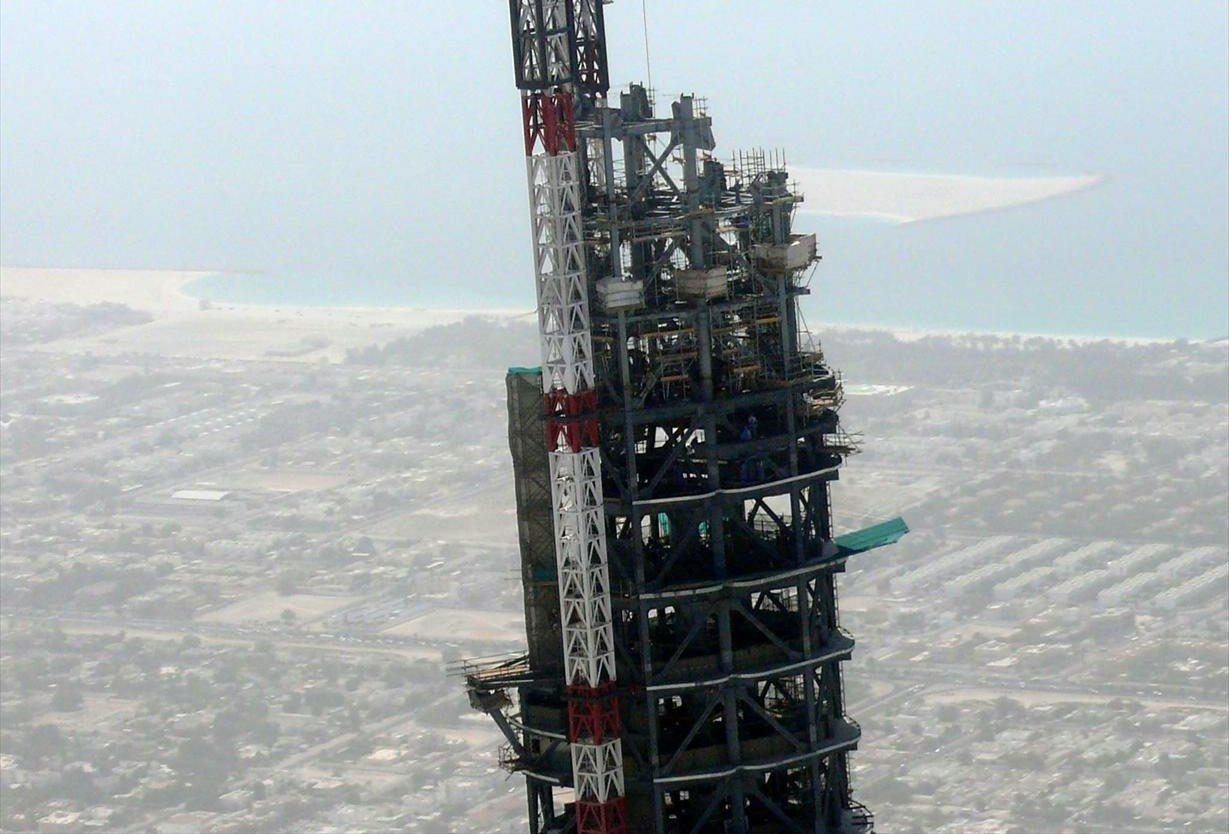
Ansicht der Spitze der Baustelle (8. Mai 2008)
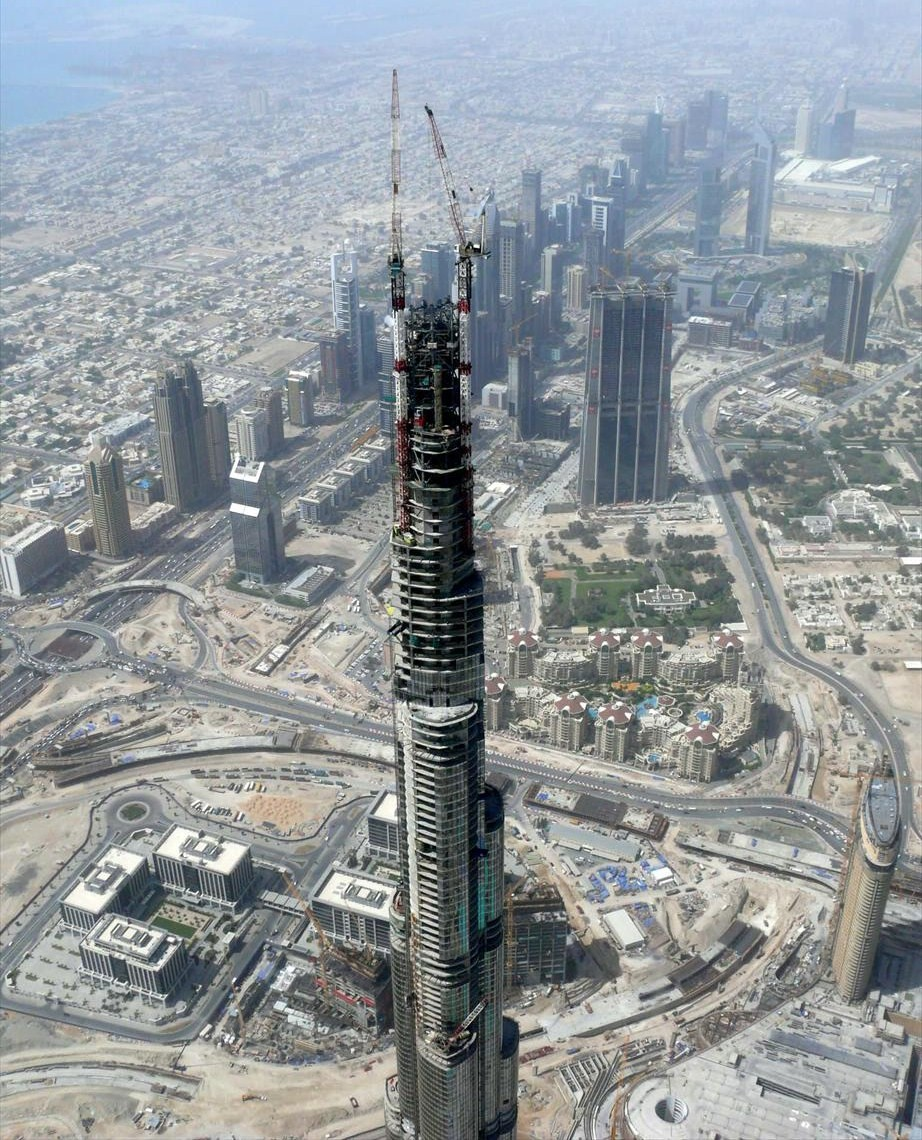
Luftaufnahme der Baustelle im Mai 2008
Silhouette am 19. Oktober 2008

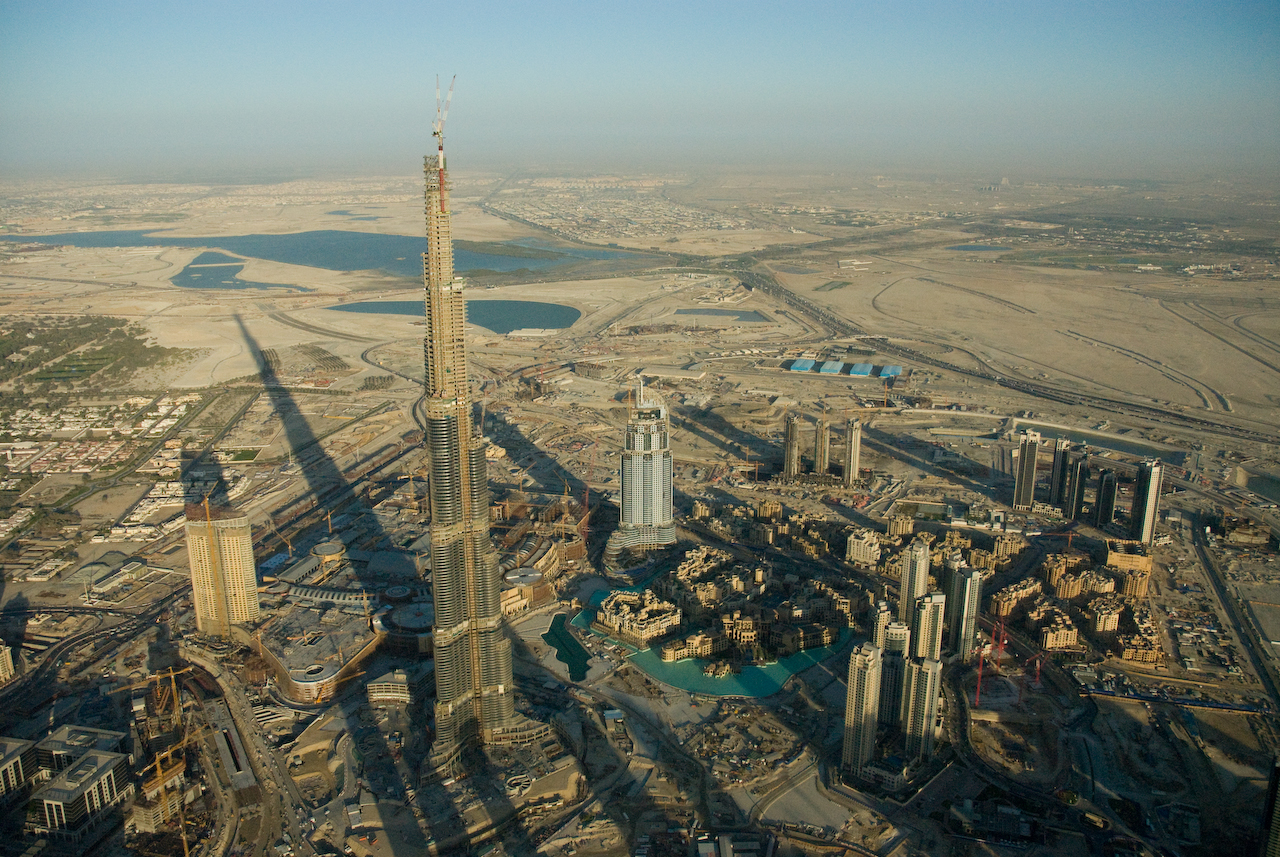
Baustelle und Umland des Burj Khalifa am 11. März 2008

Das Gebäude bei Nacht, November 2009

Der Burj Khalifa von unten, Dezember 2015

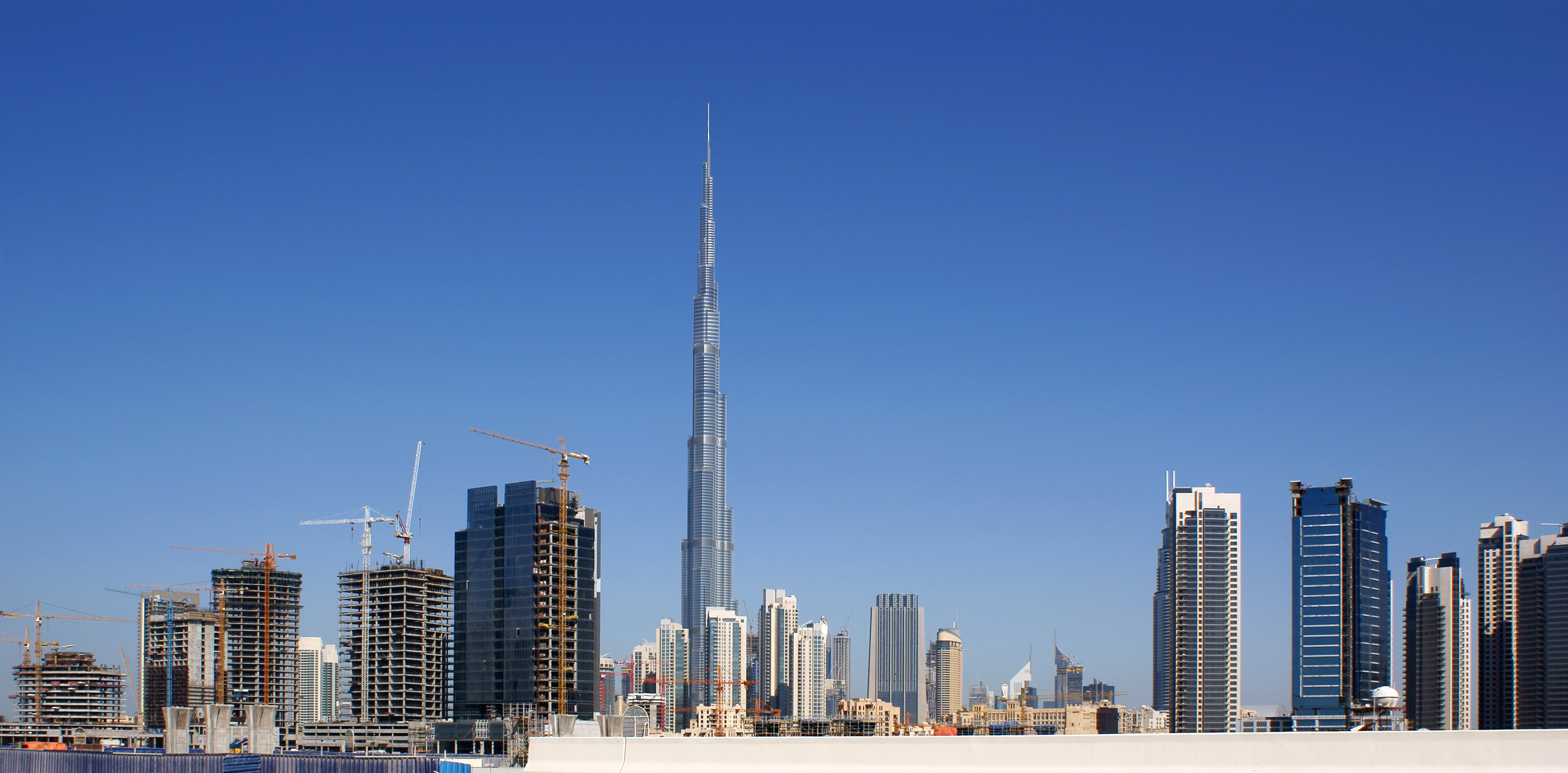
Die Skyline Dubais mit dem Gebäude aus der Ferne

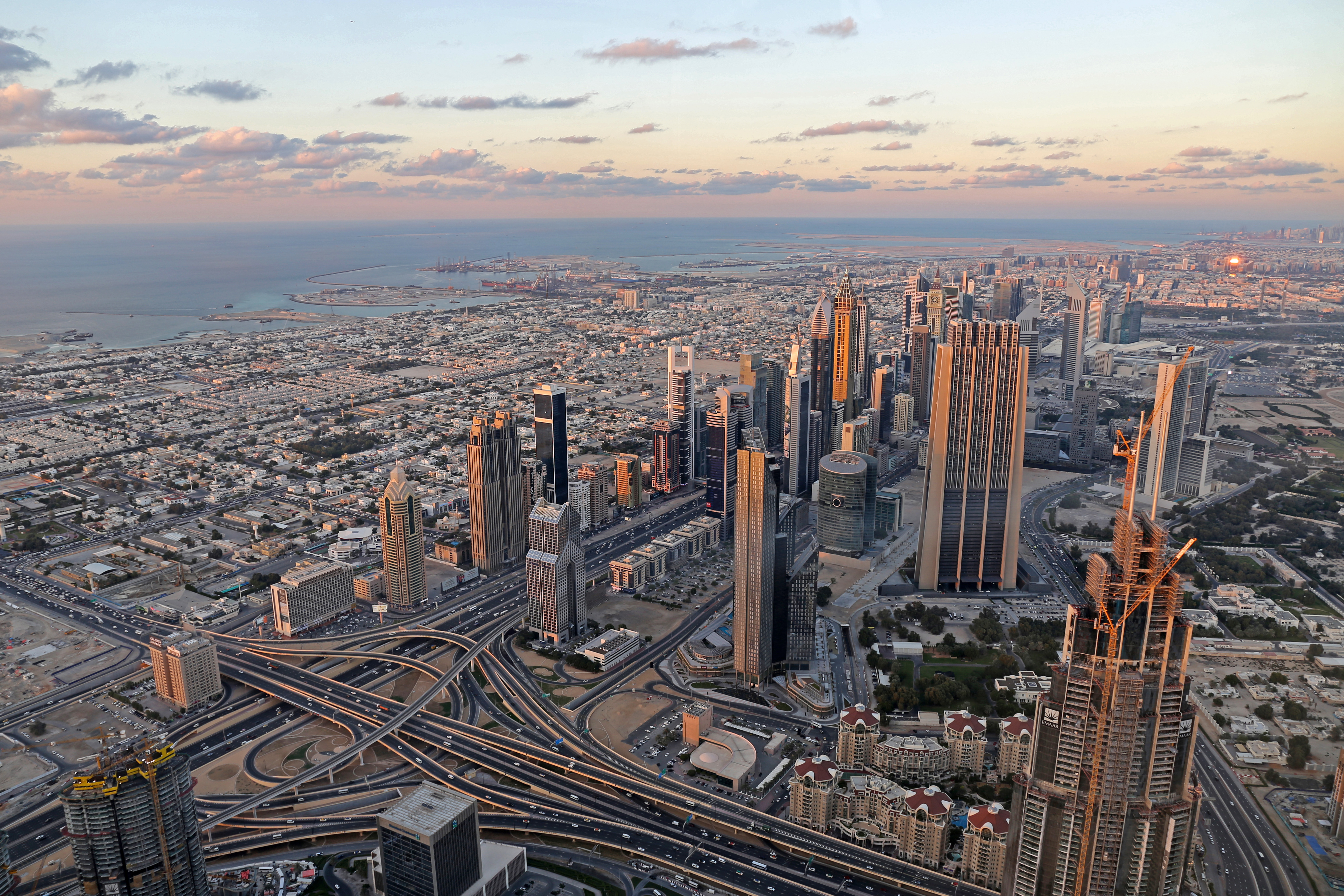
Blick auf Dubai von der Aussichtsplattform „AT THE TOP“ (124. Stockwerk)

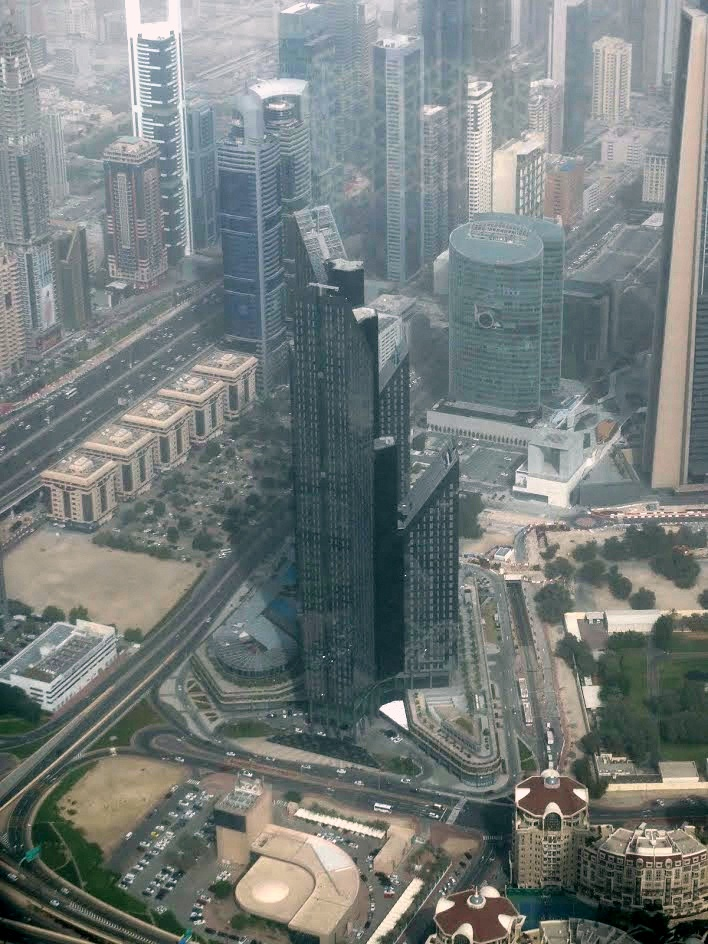
Blick von der Aussichtsplattform (148. Stockwerk) Burj Khalifa

Im Februar 2004 wurde mit den vorbereitenden Arbeiten für das Fundament begonnen. Dazu gehörten umfangreiche Pfahltests, darunter auch ein Belastungstest mit einer Masse von 6000 Tonnen. Ende April 2004 wurde dann mit dem Bau der eigentlichen Pfahlgründung begonnen. Diese wurde im Bereich des Turms Mitte Juli 2004 abgeschlossen. Gebaut wurden die Pfähle von den in Dubai ansässigen Unternehmen Middle East Foundations Group (MEFG) und Bauer Spezialtiefbau als Subunternehmer unter Beaufsichtigung von Turner, Hyder Consulting und Spezialisten von Skidmore, Owings & Merrill (SOM). Gegründet ist das Gebäude auf einer 7.000 Quadratmeter großen, 3,7 Meter dicken Fundamentplatte aus 12.500 Kubikmeter Stahlbeton. Unter der Platte sind 200 Betonpfähle mit je 1,5 Meter Durchmesser und 50 Meter Länge sowie 650 Pfähle mit 0,9 Meter Durchmesser und 36 Meter Länge bis in eine Tiefe von etwa 70 Metern unter dem Meeresspiegel angeordnet. Insgesamt wurden für die Gründung allein 45.000 Kubikmeter Beton mit einer Masse von 110.000 Tonnen verbaut. Am 10. Dezember 2004 fiel die Entscheidung, wer das Projekt realisieren wird. Ein internationales Konsortium unter der Leitung der südkoreanischen Firma Samsung und dem Chicagoer Architektenbüro Skidmore, Owings & Merrill (SOM) nahm Anfang 2005 die weiterführenden Bauarbeiten auf. Das Gebäude selbst wurde von Adrian Smith, damals noch bei SOM beschäftigt, entworfen. Das Architekturbüro entwarf bereits etliche bekannte Wolkenkratzer wie den Sears Tower in Chicago (1974), den Jin Mao Tower in Shanghai (1998) und das One World Trade Center in New York City (World Trade Center).
Die Bauarbeiten fanden im Dreischichtbetrieb mit etwa 2.400 Personen statt. Wegen der Hitze tagsüber konnte fast nur in der Nacht betoniert werden. Die nachts beleuchtete Baustelle war weithin sichtbar. Etwa alle vier Tage kam ein weiteres Stockwerk hinzu, in den oberen Bereichen sogar alle drei bis vier Tage. Bis einschließlich der 160. Etage in einer Höhe von 601 Metern über Fundament wurde das Gebäude als Stahlbetonkonstruktion ausgeführt, der restliche Teil des Zentralturmes als Stahlskelettbau. Am 9. November 2007 wurde die Kletterschalung der Betonkonstruktion entfernt. Bauleiter war der neuseeländische Ingenieur Greg Sang.
Am Weihnachtsabend 2006 wurde der Burj Dubai (seit Eröffnung: Burj Khalifa) das höchste Bauwerk Dubais und überholte den 355 Meter hohen Emirates Office Tower. Zum Jahreswechsel 2006/2007 durchbrach er die 100-Stockwerke-Marke. Im März 2006 geriet die Baustelle in die Schlagzeilen, als etwa 2500 Bauarbeiter, die einen Lohn von lediglich 4 bis 8 US-$ pro Tag erhielten, streikten, um höhere Löhne und bessere Sozialleistungen zu fordern, und dabei Baustellen- und Büroeinrichtungen zerstörten. Nach offiziellen Angaben richteten sie dabei einen Schaden von einer Million US-Dollar an. Weil nur umliegende Gebäude bestreikt wurden, verzögerte sich jedoch nicht auch der Bau des Turmes.
Mitte November 2006 gefährdeten nicht verfügbare Fassadenelemente den streng terminierten Bauablauf. Grund dafür war der Konkurs des mit Lieferung und Montage der Fassade beauftragten Schweizer Herstellers Schmidlin. Die VAE-Joint-Venture-Tochter des Konzerns wurde von einem arabischen Baukonzern übernommen, der nach eigenen Angaben bereits im November 2006 mit der Fertigung der Elemente begonnen hatte. Ab Mitte Mai 2007 wurde mit der Montage der Fassadenelemente begonnen. Bis Anfang Februar 2008 waren 12.000 Fassadenelemente angebracht; etwa 50 Prozent der geplanten Menge. Bis November 2008 wurden etwa 180 Stockwerke damit verkleidet.
Am 30. September 2009 gab der Investor bekannt, dass mit dem letzten Fassadenteil in 632 Metern Höhe die mit Glas und Edelstahl-Strukturblech der Güte 1.4404 (Noppenmuster 5WL) verkleidete Fassade des Wolkenkratzers vollendet wurde. In rund 28-monatiger Bauzeit wurden insgesamt 24.380 Fassadenteile in 200 unterschiedlichen Größen angebracht. Sie belegen eine Fläche von 132.190 Quadratmetern, dazu kommen 103.000 Quadratmeter Glasflächen. Die Fassadenteile allein wiegen ca. 1375 Tonnen, zur Abdichtung der Fassade gegen eindringende Luft, Feuchtigkeit und Staub wurden 2052 Kilometer Dichtungen verwendet.
Als Kräne wurden anfangs drei, später noch zwei weitere Nadelauslegerkräne eingesetzt, die im Turmkern verankert und selbstkletternd waren.
Für den Turm und die Flügel wurden 180.000 Kubikmeter Beton verbaut. 165.000 Kubikmeter davon wurden hochgepumpt, zuletzt bis in eine Höhe von 606 Metern. Zum Bau des Burj Khalifa wurde hochfester Beton der Festigkeitsklasse C60 und C80 für die Wände des zentralen Kerns und C50 für die Geschossdecken verwendet. Betoniert wurde nur nachts, wegen der hohen Tagestemperaturen bis 50 °C hätte der frische Beton sonst Schaden genommen. Der mit Fließmitteln versehene Beton wurde mit Hochleistungsbetonpumpen der Firma Putzmeister auf die jeweilige Arbeitshöhe transportiert. Sie pumpten den Beton mit 30 Kubikmeter pro Stunde bis zu 606 Meter hoch. Als Anpumphilfe wurden zunächst zwei Kubikmeter Schlempe, ein wässriges Betongemisch, nach oben befördert. Dort wurde sie gesammelt und anschließend mit einem Kran wieder nach unten gebracht. Der Betonbedarf betrug für jeden Abschnitt 100 Kubikmeter für den Gebäudekern und mit der Höhe abnehmend 150 bis 50 Kubikmeter für die Decken. Da die Verweildauer des Betons in der Steigleitung bis zu 40 Minuten betrug, der Hochleistungsbeton aber bereits nach 2 Stunden mit dem Aushärten beginnt, musste für den Notfall eine Schnellentleerung der Steigleitung konstruiert werden. Das sogenannte „Eiserne Schwert“ funktioniert ähnlich einem hydraulischen Absperrschieber. Im Bedarfsfall verlor man so nicht den kompletten Leitungsstrang durch ausgehärteten Beton. Das Gewicht der gefüllten Förderleitung betrug bis zu 50 Tonnen, davon lastete der Inhalt von 26 Tonnen hydraulisch auf der Betonpumpe. Die Förderleitung wurde an Auflagern gehalten, die an einbetonierten Stahlplatten angeschweißt waren. Die jeweils drei Meter langen Rohre der Pumpleitung wurden mit Deckenhaltern fixiert. Damit waren die Rohre vertikal beweglich, ein horizontales Ausbrechen, also ein Wegknicken, war jedoch verhindert. Direkt am Bau des Turms oder als Zulieferer waren auch über 30 deutsche vor allem mittelständische Unternehmen maßgeblich beteiligt.
Die Baukosten in Höhe von rund 1,5 Milliarden US-Dollar sollten ursprünglich von der königlichen Familie von Dubai allein – ohne jegliches Darlehen – finanziert werden. Von der Finanzkrise war jedoch auch der Investor betroffen, so dass in letzter Minute der zur Eröffnung namensgebende Scheich Chalifa bin Zayid Al Nahyan von Abu Dhabi mit einer „Finanzspritze“ einsprang, um die Fertigstellung des Turms zu sichern. Das Gebäude wurde am 4. Januar 2010 eröffnet.

### Chronologie
- 21. September 2004: Die Bauarbeiten wurden begonnen.
- 13. Mai 2007: Der beim Bau verwendete Beton wurde mit 452 Metern höher gepumpt als je zuvor.
- 21. Juli 2007: Das Bauwerk übertraf die Höhe des 508 Meter hohen Taipei 101.
- 12. August 2007: Der damals als Burj Dubai bekannte Turm überragte die Antennenspitze des 527 Meter hohen Sears Tower, des bis dahin nach Gesamthöhe höchsten Gebäudes.
- 12. September 2007: Mit einer Höhe von 555 Metern übertraf der Rohbau den CN Tower als höchstes nicht abgespanntes Bauwerk der Erde.
- 8. November 2007: Der Stahlbetonkern wurde mit 601 Metern über dem Fundament fertiggestellt.[27]
- 7. April 2008: Nachdem der Burj Dubai 629 Meter erreicht hatte, wurde er zum höchsten Bauwerk der Erde und löste den KVLY-Mast in North Dakota ab.
- 1. September 2008: Die Höhe von 688 Metern wurde überschritten. Das Bauwerk übertraf damit den 1991 eingestürzten Sendemast Radio Warschau (646 Meter) und ist seitdem das höchste je errichtete Bauwerk der Welt.
- 17. Januar 2009: Die endgültige, offizielle Höhe von 828 Metern wurde erreicht.
- 1. Oktober 2009: Emaar Properties gab den Abschluss der Rohbauarbeiten und den Januar 2010 als Eröffnungstermin bekannt.
- 4. Januar 2010: Einweihung und Benennung nach dem Herrscher von Abu Dhabi und Präsidenten der Vereinigten Arabischen Emirate, Scheich Chalifa bin Zayid Al Nahyan.
- 5. Januar 2010: Einen Tag nach der Einweihung sprangen zwei Basejumper vom Burj Khalifa. Mit einer Absprunghöhe von 672 Metern ist das ein neuer Weltrekord. Die Höchstgeschwindigkeit im Flug betrug 220 km/h, die Flugdauer 1,5 Minuten.
- 27. April 2010: Eröffnung des Armani-Hotels
- 29. März 2011: Der als Spiderman bekannte französische Extremkletterer Alain Robert bestieg das Gebäude in gut sechs Stunden.[37]

## Logistik
Jede 20. Etage des Wolkenkratzers dient der Gebäude-Logistik. 54 Aufzüge verbinden die Stockwerke, deren schnellster – ein bis zu 10 m/s (36 km/h) schneller Doppelstockaufzug – für die Strecke von 500 Metern ca. 55 Sekunden benötigt.
Der durchschnittliche Wasserbedarf wird mit 946 Kubikmetern pro Tag und der tägliche elektrische Spitzenlastwert mit Werten zwischen 36 und 50 Megawatt angegeben.

## Stockwerknutzung
Die folgende Tabelle gibt die Nutzung und, soweit bekannt, die Höhe der Etagen unter Einbeziehung der Daten aus den Quellen an.
| Stockwerke    | Etagenhöhe in m (über dem Grund) | Nutzung                                                       | Etagenbelegung Grafik |
| ------------- | -------------------------------- | ------------------------------------------------------------- | --------------------- |
| 160 und höher | ab 621,30                        | Technikgeschoss, Schaltkästen, Wartungselektronik der Antenne |                       |
| 156–159       |                                  | Telekommunikationsanlagen                                     |                       |
| 155           | 589,30                           | Technikgeschoss                                               |                       |
| 149–154       |                                  | Büros                                                         |                       |
| 148           | 555,70                           | Aussichtsplattform mit Außenterrasse At The Top / Sky         |                       |
| 139–147       |                                  | Büros                                                         |                       |
| 136–138       |                                  | Technikgeschoss                                               |                       |
| 126–135       |                                  | Büros                                                         |                       |
| 124–125       | 452,10 – 456,00                  | Aussichtsplattformen mit Außenterrasse auf 124 At The Top     |                       |
| 122–123       | 441,30 – 446,10                  | Sky Lobby und Restaurant @mosphere                            |                       |
| 111–121       |                                  | Büros                                                         |                       |
| 109–110       |                                  | Technikgeschoss                                               |                       |
| 77–108        |                                  | Appartements                                                  |                       |
| 76            | 271,30                           | Skylobby                                                      |                       |
| 73–75         |                                  | Technikgeschoss                                               |                       |
| 44–72         |                                  | Appartements                                                  |                       |
| 43            | 162,30                           | Skylobby                                                      |                       |
| 40–42         |                                  | Technikgeschoss                                               |                       |
| 38–39         |                                  | Armani Hotel Suites                                           |                       |
| 19–37         |                                  | Armani-Residenzen                                             |                       |
| 17–18         |                                  | Technikgeschoss                                               |                       |
| 9–16          |                                  | Armani-Residenzen                                             |                       |
| 1–8           |                                  | Armani-Hotel                                                  |                       |
| Erdgeschoss   | 010,00                           | Lobby                                                         |                       |
| Concourse     | 004,00                           | Boutique Office Lobby, Parkplätze                             |                       |
| B1–B2         | 0−3,20                           | Parkplätze, Technikgeschoss                                   |                       |

## Sonstiges
Ein zentraler Teil des Filmes Mission: Impossible – Phantom Protokoll spielt im Burj Khalifa sowie in seiner Umgebung. Die Premiere des Films fand 2011 in Dubai statt.
Die Zukunft des Gebäudes und seine schließliche Zerstörung nach einem fiktiven Verschwinden der Menschheit wird in Folge 5 der 2. Staffel der Dokufiktion-Serie Zukunft ohne Menschen („Einsturzgefahr“, USA 2010) gezeigt.
Am 22. März 2019 projizierten die Besitzer das Konterfei von Neuseelands Premierministerin Jacinda Ardern zum Dank für ihre Anteilnahme mit der muslimischen Welt nach den Anschlägen auf zwei Moscheen in Christchurch und Linwood auf das Gebäude.
Der Burj Khalifa wurde vom börsennotierten Baukonzern Arabtec gebaut. Im Oktober 2020 wurde bekannt, dass das Unternehmen liquidiert wird.
Die LED-Lichtinstallation an der Fassade gilt als eine der größten der Welt neben der Allianz Arena in München sowie dem T-Center in Wien.
In einem Werbespot für die Expo 2020 in Dubai der staatlichen Fluggesellschaft Emirates steht eine als Flugbegleiterin gekleidete Stuntfrau auf der Turmspitze des Burj Khalifa, während hinter ihr ein Airbus A380 vorbeifliegt.